# أبو كساه
قرية أبو كساه هي إحدى القرى التابعة لمركز ابشواى في محافظة الفيوم في جمهورية مصر العربية. حسب إحصاءات سنة 2006، بلغ إجمالي السكان في أبو كساه 24343 نسمة، منهم 12481 رجل و11862 امرأة.